# Penthetor lucasi
Penthetor lucasi é uma espécie de morcego da família Pteropodidae. Pode ser encontrada na Indonésia, Malásia e Brunei.